# بالدمورییو
بالدمورییو (به اسپانیایی: Valdemorillo) یکی از دهستان‌های اسپانیا است که در مادرید (بخش خودمختار) واقع شده‌است.

## خصوصیات
بالدمورییو ۹۳٫۷ کیلومترمربع مساحت و ۱۱٬۰۴۵ نفر جمعیت دارد و ۸۱۵ متر بالاتر از سطح دریا واقع شده‌است.